# Маук (станция)
Маук — промежуточная железнодорожная станция Челябинского региона Южно-Уральской железной дороги, расположена в посёлке Маук Каслинского района Челябинской области.

## История
Станция размещена на неэлектрифицированной ветке Челябинск — Кыштым — Верхний Уфалей — Полевской — Екатеринбург (ветка построена в 1896 г. и соединила изолированную до этого Уральскую горнозаводскую железную дорогу с Самаро-Златоустовской). Станция Маукъ была построена в 18 верстах от станции Каслинскiй заводъ, расположенной в стороне от основной железнодорожной линии, хотя первоначально планировалось, что линия пройдёт через Касли, а не Кыштым.
Первоначально здание вокзала станции было деревянным и было одним из первых 8, построенных в ходе строительства линии. 28 (15) октября 1896 года через станцию проследовал первый поезд.
Как и вся линия, станция относилась в начальном периоде к Уральской железной дороге, в дальнейшем в составе Пермской железной дороги, с созданием Челябинской области в 1934 году и ЮУЖД, станция включена в её состав (первоначально в составе Уфалейского отделения ЮУЖД).
Во время Гражданской войны, станция, как и вся линия железной дороги оказывается в центре событий боевых действий частей Красной Армии и отрядов красногвардейцев с подразделениями Чехословацкого легиона, вступившими в войну и прорывавшимися между Челябинском и Екатеринбургом, попутно захватывая промышленные центры. В 1919 году белочехами на станции был убит секретарь волостного комитета РКП(б) Верхнего Уфалея Ваганов Пётр Степанович.
В октябре 1941 года на станции производилась разгрузка эвакуированного Харьковского радиозавода (завод № 193 НКОП, в дальнейшем на его базе сформирован Каслинский радиозавод, впоследствии АО «Радий»).
В 1942 году от станции силами трудармейцев Челябметаллургстроя НКВД была построена железнодорожная ветка до города Касли. Что упростило эвакуацию Липецкого машиностроительного завода (завод № 61 НКБ), а также отправку выпускаемой в Каслях продукции. В дальнейшем ветка была достроена до строительной площадки «С» для обеспечения строительства объектов НИИ-1011 и города Касли-2.
С 1947 по 1955 годы станция Маук использовалась как основная пассажирская станция для сотрудников расположенной в 50 км от нее Лаборатории «Б», а в последствии - для жителей города Снежинск.

## Пассажирские перевозки
Пассажирские перевозки на станции осуществляются подвижным составом поездов пригородного сообщения (РА2).

### Пригородное сообщение по станции
| № поезда | Маршрут движения                   | № поезда | Маршрут движения                   |
| -------- | ---------------------------------- | -------- | ---------------------------------- |
| 6901     | Челябинск-Главный — Верхний Уфалей | 6902     | Верхний Уфалей — Челябинск-Главный |
| 6903     | Челябинск-Главный — Верхний Уфалей | 6904     | Верхний Уфалей — Челябинск-Главный |

### Дальнее следование по станции
По состоянию на июнь 2019 года через станцию (без остановки на станции) курсируют следующие поезда дальнего следования:
| № поезда | Маршрут движения            | № поезда | Маршрут движения            |
| -------- | --------------------------- | -------- | --------------------------- |
| 191      | Челябинск — Санкт-Петербург | 192      | Санкт-Петербург — Челябинск |
| 341      | Оренбург — Нижневартовск    | 342      | Нижневартовск — Оренбург    |
| 351      | Уфа — Приобье               | 352      | Приобье — Уфа               |
| 379      | Оренбург — Новый Уренгой    | 380      | Новый Уренгой — Оренбург    |
| 689      | Челябинск — Екатеринбург    | 690      | Екатеринбург — Челябинск    |

## Грузовая работа
Станция открыта для приёма и выдачи повагонных отправок грузов, приёма и выдачи багажа.
Через разъезд Пургино на станции осуществляется подача грузов на пути необщего пользования предприятий городов Касли, Снежинск, посёлка Вишневогорск и выводка с них.
В июне 2008 года посредством тупиковой призмы станции был остановлен неуправляемый, гружённый коксом нечётный грузовой поезд следовавший с перегона Кыштым — Маук.